# 린융샹
린융샹(중국어 정체자: 林詠翔, 병음: Lín Yôngxiáng, 한자음: 임영상, 2001년 9월 13일~)은 중화민국의 야구 선수이다. 현재 푸방 가디언스 소속으로 뛰고 있다.